# Trapiche (minéraux)
Pour les articles homonymes, voir Trapiche.
Une gemme est dite trapiche lorsque l'on voit des figures de plus forte concentration en éléments chimiques dans la pierre. S'il s'agit d'une émeraude (système cristallin hexagonal) on observe un hexagone, s'il s'agit d'un corindon ou d'une tourmaline (trigonaux) on observe des triangles.

## Exemple de l'émeraude
Ce phénomène est dû à un enrichissement temporaire du milieu en éléments, comme le chrome pour l'émeraude.
Malgré son allure, l’émeraude trapiche (mot espagnol désignant une roue dentée utilisée dans le broyage des minerais) n’est pas maclée mais monocristalline. Elle se présente comme constituée d’un noyau central entouré de six « rayons » qui se sont développés parallèlement aux faces {100} du prisme. Les interstices sont remplis d’un mélange crème, accentuant le contraste.
Les échantillons les plus marquants proviennent de la mine Gachalá près de Chivor, située au centre de la Colombie. La région de Chivor à Gachalá forme le district oriental des mines d’émeraude. La zone très plissée séparant Gachalá de Chivor est le siège de la faille San Fernando. Cette faille sépare les roches métamorphiques paléozoïques (530 – 245 ma) des bancs calcaires alternant avec des bancs de schistes noirs riches en matières organiques (Crétacé inférieur, 130 – 95 ma). En effet, les ions Be2+ trouvent leur origine dans ces schistes où ils étaient captifs d’oxyhydroxydes de fer et de manganèse. De nombreuses failles parallèles aux plans de sédimentation favorisent le mouvement des fluides minéralisateurs.
La cristallisation s'effectue en deux phases :
- phase 1 : la cristallisation du prisme central se produit, puis s'enrichit en albite qui cristallise sous la forme de fins cristaux mélangés au béryl ; il se forme un eutectique qui se poursuit tant qu'il existe une arrivée de fluides. Une interruption crée une croûte sur les faces du prisme initial ;
- phase 2 : la cristallisation reprend lors d'un nouvel apport de fluide et se fait parallèlement aux faces du prisme initial. L'eutectique choisit les arêtes du prisme, seuls sites de croissance disponibles. Il faut que les eaux-mères soient saturées d'albite pour la poursuite de la croissance.

Hormis en Colombie, l'émeraude trapiche de couleur gris-vert n'est connue qu'à Madagascar.